# Дал, Арлин
Арлин Кэрол Дал (англ. Arlene Carol Dahl; 11 августа 1925, Миннеаполис, Миннесота — 29 ноября 2021, Манхэттен, Нью-Йорк) — американская актриса, мать Лоренцо Ламаса.

## Биография
Арлин Дал родилась 11 августа 1925 года в Миннеаполисе, штат Миннесота, в норвежской семье Рудольфа и Идель Далов. Она с детства увлекалась театром. посещала ораторские курсы и уроки танцев. После окончания школы вступила в местную драматическую труппу, а также некоторое время работала моделью. Её кинодебют состоялся в 1947 году в музыкальном фильме «Моя дикая ирландская роза», и за последующие несколько лет Дал добилась первого успеха на большом экране. Среди наиболее известных фильмов с её участие такие картины как «Господство террора» (1949), «В тылу врага» (1950), «Три маленьких слова» (1950), «Оттенок алого» (1956), «Фортуна — это женщина» (1957) и «Путешествие к центру Земли» (1959).
В 1954 году, после развода с актёром Лексом Баркером, Арлин Дал вышла замуж за аргентинского актёра Фернандо Ламаса, от которого в 1958 году родила сына Лоренцо Ламаса, как и родители ставшего актёром. С рождением сына Дал стала меньше сниматься, посвятив себя семье. В дальнейшем она работала журналисткой, писателем, а также основала собственную линию нижнего белья и косметики. После развода с Ламасом в 1960 году актриса ещё четыре раза была замужем, в том числе до 1969 года за бордоским виноделом Алексеем Лишиным, эмигрировавшим из России. Последний раз на большом экране она появилась в 1991 году в фильме «Ночь воина» вместе с сыном Лоренцо Ламасом.
В последнем, шестом браке, с дизайнером упаковок Марком Розеном, Дал прожила с 1984 года и до самой смерти. Скончалась на 97-м году жизни в своей квартире на Манхэттене (Нью-Йорк). Её вклад в американскую киноиндустрию отмечен звездой на Голливудской аллее славы.

## Фильмография
| Год       |    | Русское название                 | Оригинальное название                  | Роль                            |
| --------- | -- | -------------------------------- | -------------------------------------- | ------------------------------- |
| 1947      | ф  | Жизнь с отцом                    | Life With Father                       | девушка в ресторане             |
| 1947      | ф  | Моя дикая ирландская роза        | My Wild Irish Rose                     | Роуз Донован                    |
| 1948      | ф  | —                                | The Bride Goes Wild                    | Тилли Смит Оливер               |
| 1948      | ф  | —                                | A Southern Yankee                      | Саллиэнн Уэтерби                |
| 1949      | ф  | Господство террора               | Reign of Terror                        | Мейделон                        |
| 1949      | ф  | Место преступления               | Scene of the Crime                     | Глория Конован                  |
| 1950      | ф  | В тылу врага                     | Ambush                                 | Энн Дюверолл                    |
| 1950      | ф  | Беглецы                          | The Outriders                          | Джен Горт                       |
| 1950      | ф  | Три маленьких слова              | Three Little Words                     | Айлин Перси                     |
| 1950      | ф  | —                                | Watch the Birdie                       | Люсия Корлейн                   |
| 1951      | ф  | —                                | Inside Straight                        | Лили Дювейн                     |
| 1951      | ф  | Без лишних вопросов              | No Questions Asked                     | Эллен Сейберн                   |
| 1952      | ф  | Карибы                           | Caribbean                              | Кристин Барклай Макаллистер     |
| 1953      | ф  | —                                | Desert Legion                          | Моржана                         |
| 1953      | ф  | —                                | Jamaica Run                            | Ина Дейси                       |
| 1953      | ф  | —                                | Sangaree                               | Нэнси Дарби                     |
| 1953      | ф  | А вот и девушки                  | Here Come the Girls                    | Айрин Бейли                     |
| 1953      | ф  | Алмазная королева                | The Diamond Queen                      | королева Майя                   |
| 1954      | ф  | Мир женщины                      | Woman's World                          | Кэрол Тэлбот                    |
| 1954      | ф  | Бенгальская бригада              | Bengal Brigade                         | Вивиан Морроу                   |
| 1954—1955 | с  | Люкс-видео театр                 | Lux Video Theatre                      | Ильза Лунд                      |
| 1954—1955 | с  | Телевизионный театр Форда        | The Ford Television Theatre            | Джоди Хилл / Мэри Макнил        |
| 1956      | ф  | Оттенок алого                    | Slightly Scarlet                       | Дороти Лайонс                   |
| 1956      | ф  | —                                | Wicked as They Come                    | Кэтлин «Кэти» Аллен             |
| 1957      | ф  | Фортуна — это женщина            | Fortune Is a Woman                     | Сара Мортон                     |
| 1958      | с  | —                                | Opening Night                          | ведущая                         |
| 1959      | ф  | Путешествие к центру Земли       | Journey to the Center of the Earth     | Карла Гётеборг                  |
| 1960      | с  | —                                | Riverboat                              | Люси Белль                      |
| 1963—1965 | с  | Правосудие Берка                 | Burke’s Law                            | разные персонажи                |
| 1964      | ф  | Поцелуи для моего президента     | Поцелуи для моего президента           | Дорис Рид Уивер                 |
| 1965      | с  | Боб Хоуп представляет            | Bob Hope Presents the Chrysler Theatre | Валери                          |
| 1968      | ф  | —                                | Les poneyttes                          | Шура Кэссиди                    |
| 1968      | с  | Хохмы Роуэна и Мартина           | Laugh-In                               | гость                           |
| 1969      | ф  | Дороги Катманду                  | Les chemins de Katmandou               | Лорин                           |
| 1969      | ф  | —                                | Du blé en liasses                      | Барбара Бойер                   |
| 1970      | ф  | Захватчики земли                 | Land Raiders                           | Марта Карденас                  |
| 1971      | с  | —                                | Love, American Style                   | н/д                             |
| 1971      | тф | —                                | The Deadly Dream                       | Конни                           |
| 1976      | с  | —                                | Jigsaw John                            | н/д                             |
| 1979—1987 | с  | Лодка любви                      | The Love Boat                          | разные персонажи                |
| 1981      | с  | Остров фантазий                  | Fantasy Island                         | Амелия Селби                    |
| 1981—1984 | с  | Одна жизнь, чтобы жить           | One Life to Live                       | Люсинда Шенк Уилсон             |
| 1988      | ф  | —                                | A Place to Hide                        | н/д                             |
| 1991      | ф  | Ночь бойца, или Кикбоксинг в США | Night of the Warrior                   | Эди Кин                         |
| 1995      | с  | Все мои дети                     | All My Children                        | леди Люсиль                     |
| 1995—1997 | с  | Отступник                        | Renegade                               | Элейн Карлайл / Вирджиния Биддл |
| 1999      | с  | Эйр Америка                      | Air America                            | Синтия Гарланд                  |
| 2009      | с  | —                                | Ron Russell’s Set the Record Straight  | в роли самой себя               |